# Jezierce (województwo wielkopolskie)
Jezierce – osada w Polsce położona w województwie wielkopolskim, w powiecie poznańskim, w gminie Pobiedziska. Należy do sołectwa Wagowo.
W latach 1975–1998 miejscowość administracyjnie należała do województwa poznańskiego.
Zabytkiem osady jest zespół leśniczówki (4. ćwierć XIX wieku) z drewnianą stodołą z końca XIX wieku.

## Galeria

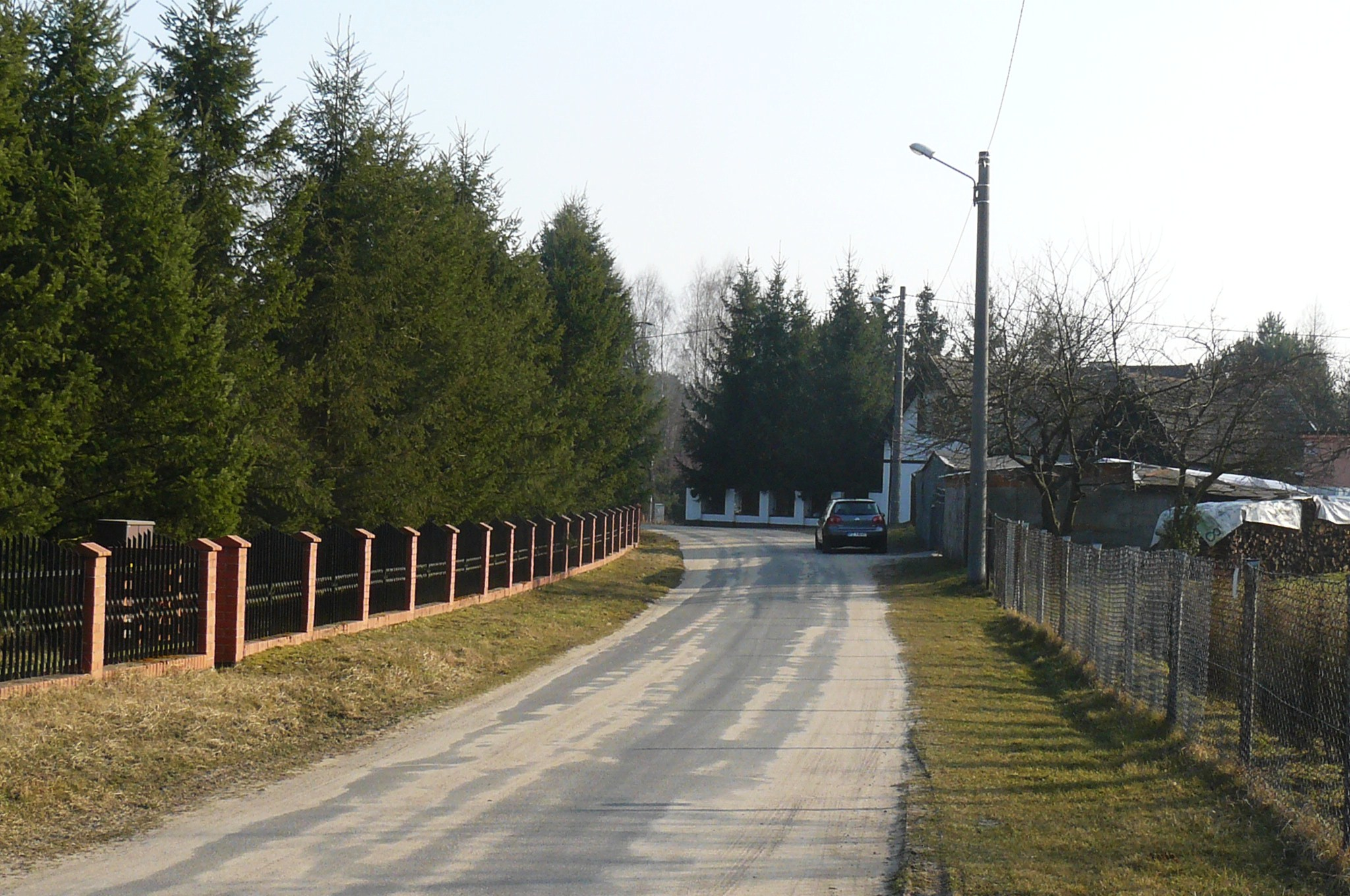
Zabudowa wsi
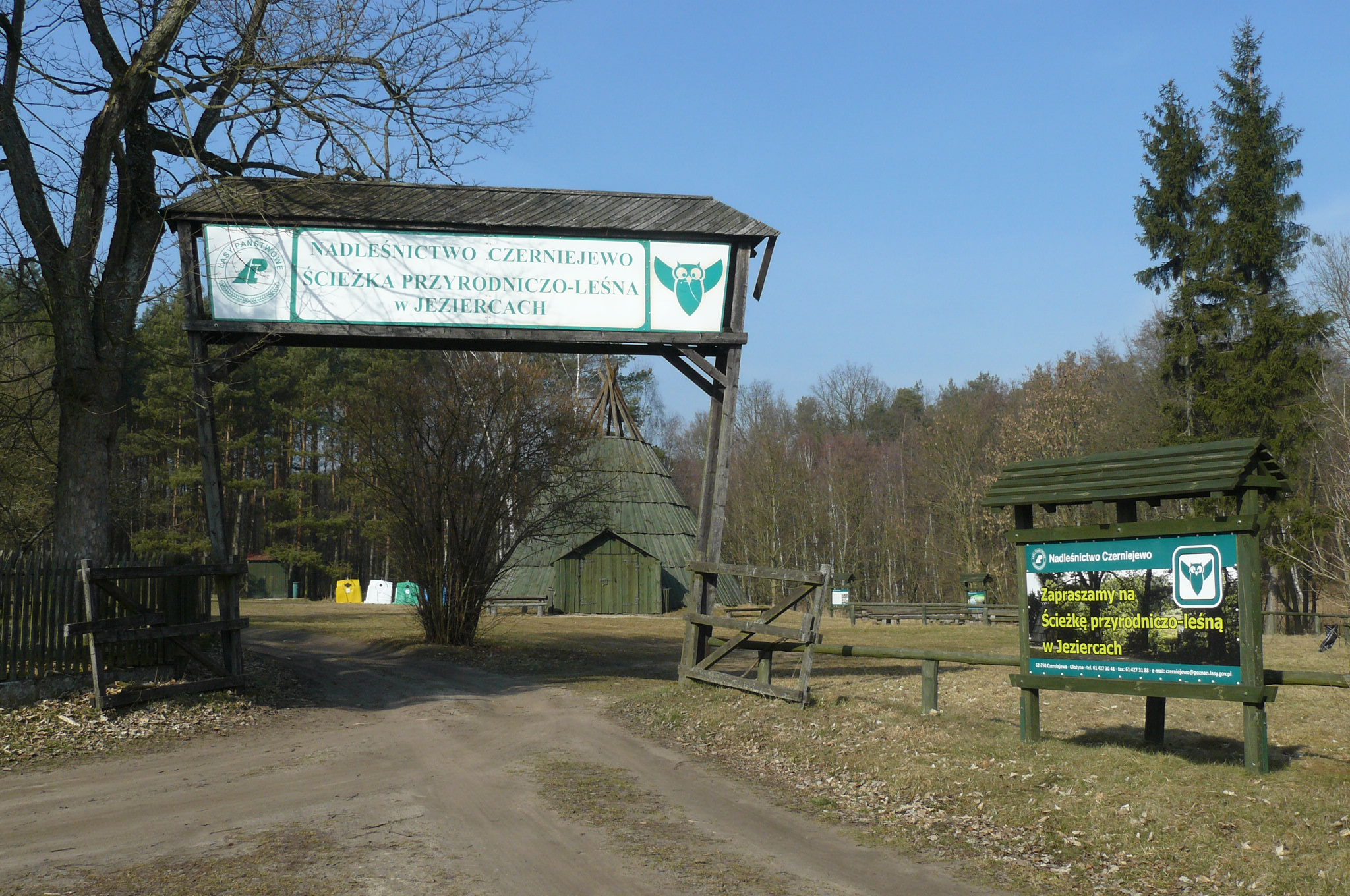
Ścieżka przyrodniczo-leśna nad jeziora Babskie
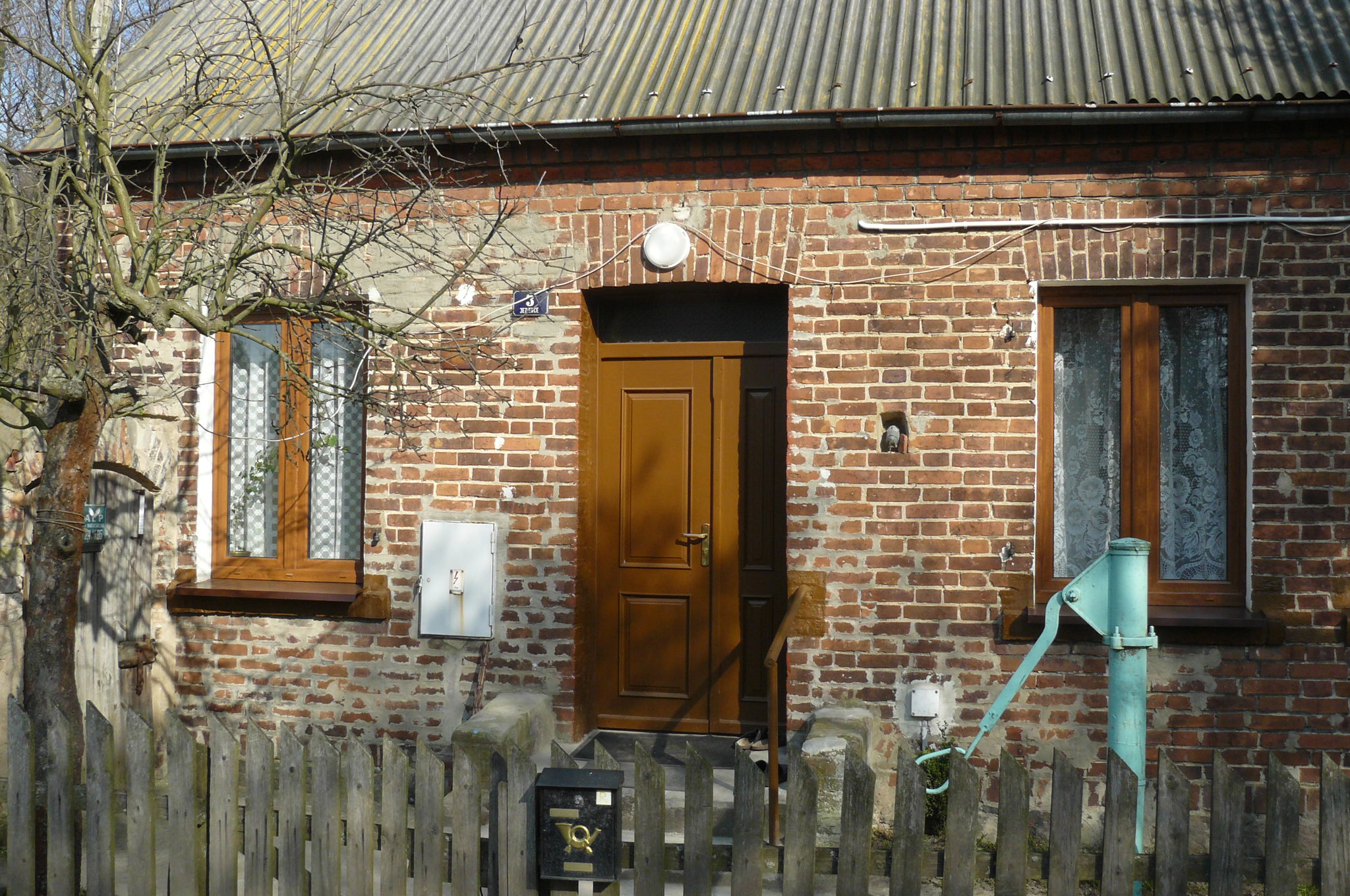
Stara architektura